# Olaf Bär
Olaf Bär (* 19. Dezember 1957 in Dresden, DDR) ist ein deutscher Sänger mit der Stimmlage Bariton.

## Leben
Olaf Bär wuchs in einer Dresdner Arbeiterfamilie auf. Seine Eltern hatten selbst keine künstlerischen Ambitionen, interessierten sich aber für klassische Musik und bemerkten früh die musikalischen Talente ihres Sohnes. So kam er bereits im Alter von 3 Jahren zu seinem ersten Bühnenauftritt, als seine Eltern auf eine Zeitungsannonce der Landesbühnen Sachsen in Radebeul antworteten, in der ein Junge für die (stumme) Rolle des Kindes in Giacomo Puccinis Oper Madama Butterfly gesucht wurde. Bär spielte die Rolle unter der Leitung von Klaus Tennstedt  25-mal, wodurch sein Interesse an klassischer Musik weiter bestärkt wurde. Unter finanziellen Opfern kauften seine Eltern ihm ein Klavier, und er erhielt – als Vierjähriger – Klavierunterricht bei Hildegard Wehner.
Bereits vor Schuleintritt konnte er lesen und schreiben und war dadurch in der Schule unterfordert. Auf Anraten seiner damaligen Klassenlehrerin suchten die Eltern nach Alternativen. 1967 trat er mit 9 Jahren in den Dresdner Kreuzchor ein, in dem er schon bald solistische Aufgaben übernehmen durfte. Zwei Schallplattenaufnahmen mit Musik von Mozart (Die Zauberflöte, 1970) und Schütz (Historia der Auferstehung Jesu Christi, 1971) dokumentieren die Zeit als Knabensopran. Nach dem Stimmbruch wechselte Bär in den Männerchor des Kreuzchores, wo er ebenfalls solistisch eingesetzt wurde.
Mit 18 Jahren verließ Bär den Kreuzchor und leistete zunächst seinen Wehrdienst ab, bevor er 1978 bei Christian Elßner an der Dresdner Hochschule für Musik „Carl Maria von Weber“ ein Gesangsstudium als lyrischer Bariton aufnahm. 1981 hatte er sein Operndebüt in einer Hochschulinszenierung. 1982 gewann er beim Internationalen Dvořák-Wettbewerb in Karlovy Vary den ersten Preis und erhielt im gleichen Jahr das Felix-Mendelssohn-Stipendium. 1983 folgten zwei weitere erste Preise: beim Gesangswettbewerb der Opernhäuser der DDR und beim Internationalen Walther-Gruner-Liedwettbewerb in London. Mit dem Londoner Preis war ein Liederabend in der Wigmore Hall verbunden, bei dem ihn Geoffrey Parsons, Mitglied der Wettbewerbsjury, am Klavier begleitete. Damit begann eine künstlerische Partnerschaft, die bis zu Parsons’ Tod 1995 andauerte.
Von 1983 bis 1985 gehörte Bär dem Studio der Dresdner Semperoper an, von 1985 bis 1991 war er dort festes Ensemblemitglied. Obwohl er nicht die Jugendweihe erhalten hatte und nicht Mitglied der SED (oder einer anderen Blockpartei) war, wurde ihm eine so große Reisefreiheit eingeräumt, dass er eine internationale Karriere als Opern- und Konzertsänger aufbauen konnte. So debütierte er 1985 am Londoner Covent Garden, 1986 in Aix-en-Provence, Wien, Mailand und Frankfurt am Main, 1987 in Glyndebourne und 1988 in Chicago und arbeitete mit renommierten Dirigenten wie John Eliot Gardiner, Georg Solti oder Neville Marriner zusammen. Ende der 1980er-Jahre verlieh ihm die Semperoper den Titel eines Kammersängers.
1989/90 geriet Bär durch gesangstechnische Fehler in eine stimmliche Krise, deren Überwindung – mit professioneller Hilfe – fast zwei Jahre in Anspruch nahm. Inzwischen ist er in allen bedeutenden Musikzentren der Welt aufgetreten, darunter Berlin, München, Hamburg, Zürich, Amsterdam, Brüssel, Dublin, Stockholm, Paris, Rom, Neapel, Madrid, Barcelona, Toronto, New York, San Francisco, Washington, D.C. und Philadelphia. Weitere Tourneen führten ihn nach Australien, Neuseeland und Japan. Auf internationalen Festivals wie den Salzburger Festspielen, den Wiener Festwochen, der Schubertiade Vorarlberg oder der RuhrTriennale ist er regelmäßiger Gast. 2002 debütierte er bei den Richard-Wagner-Festspielen in Bayreuth. Er sang unter Dirigenten wie Colin Davis, Christoph von Dohnányi, Bernard Haitink, Nikolaus Harnoncourt, Riccardo Muti, Roger Norrington, Seiji Ozawa, André Previn, Simon Rattle und Franz Welser-Möst.
1998 wurde Olaf Bär der Robert-Schumann-Preis der Stadt Zwickau verliehen. Seit Dezember 2004 ist er ordentlicher Professor an der Dresdner Hochschule für Musik und leitet die Liedklasse. Seine regelmäßigen Klavierbegleiter sind heute Helmut Deutsch, Camillo Radicke und Wolfram Rieger.
Olaf Bär ist mit der Tänzerin Carola Tautz-Bär verheiratet und lebt in Dresden.

## Repertoire
Olaf Bär ist gleichermaßen als Opern-, Oratorien- und Liedsänger hervorgetreten. Sein Bühnenrepertoire reicht vom 18. bis zum 20. Jahrhundert (u. a. Rollen von Mozart, Weber, Schubert, Verdi, Wagner, Strauß, Humperdinck, Leoncavallo, Puccini, Strauss, Korngold), wobei Mozart und Richard Strauss im Vordergrund stehen (u. a. Graf Almaviva in Le nozze di Figaro, Don Giovanni in Don Giovanni, Guglielmo und Don Alfonso in Così fan tutte, Papageno und Sprecher in Die Zauberflöte; Herr von Faninal in Der Rosenkavalier, Harlekin und Musiklehrer in Ariadne auf Naxos, Olivier und Graf in Capriccio). In den 1980er-Jahren war Olaf Bär an drei Opernuraufführungen beteiligt (Jan Trieder: Meister Mateh, 1983; Siegfried Matthus: Die Weise von Liebe und Tod des Cornets Christoph Rilke, 1985; Eckehard Mayer: Der goldene Topf, 1989). Die Rolle des Schumann in Hans Neuenfels’ „Oper für Klavier“ Schumann, Schubert und der Schnee (uraufgeführt 2005 in Bochum) wurde eigens für Olaf Bär geschrieben.
Auf geistlichem Gebiet hat Bär u. a. Werke von Fasch, Zelenka, Telemann, J.S. Bach, Händel, C.Ph.E. Bach, Haydn, Brahms, Fauré, Duruflé und Britten gesungen. Sein Liedrepertoire umfasst sowohl die Standardwerke von Beethoven, Schubert, Schumann, Brahms und Wolf als auch seltener gesungene Stücke von Komponisten wie Weber, Marschner, Goetz, Humperdinck und Schoeck. Bär gilt als einer der bedeutendsten Liedinterpreten seiner Generation; sein Vortrag zeichnet sich durch eher weichen, lyrischen Stimmklang und deutliche Textartikulation aus. Bärs künstlerisches Vorbild ist Peter Schreier.

## Aufnahmen
Bei Olaf Bärs erstem Liederabend in der Wigmore Hall 1983 waren Vertreter der Schallplattenfirma EMI anwesend, die einen Exklusivvertrag mit ihm abschlossen. Von 1985 bis 1997 entstanden so – zunächst noch in Koproduktion mit dem ostdeutschen VEB Deutsche Schallplatten Berlin – insgesamt 18 Liedaufnahmen mit den Klavierbegleitern Geoffrey Parsons und (ab 1994) Helmut Deutsch, außerdem ein Mozart-Arienrecital mit dem Dirigenten Hans Vonk. Parallel erschienen – vor allem bei den Labels Philips, Archiv Produktion, Decca und Capriccio – 12 Opern- und 17 Kirchenmusikaufnahmen unter Bärs Beteiligung.
Aufgrund sinkender Verkaufszahlen in der Klassik-CD-Branche (wovon auch Bärs letzte zwei CDs betroffen waren) wurde sein Exklusivvertrag mit der EMI 1998 gekündigt; eine geplante CD mit Liedern von Schreker und Marx wurde nicht mehr realisiert. Seither sind nur noch vier CDs mit Soloaufnahmen (bei den Labels Denon, Capriccio, Musicaphon und Glor) sowie einige wenige Opern- und Kirchenmusikaufnahmen erschienen.

## Schriften
- Robert Schumanns Lieder aus Sicht des Interpreten. In: Irmgard Knechtges-Obrecht (Hrsg.): Robert Schumann Gewidmet. Festschrift der Robert-Schumann-Gesellschaft Düsseldorf aus Anlass ihres 25-jährigen Bestehens. Dohr, Köln 2004. S. 87ff.
- Soli Deo Gloria. In: Michael Heinemann, Bernhard Hentrich (Hrsg.): Erfahrungen mit Bach. Ein Dresdner Bach-Buch. Dohr, Köln 2020. S. 161ff.
- Peter Schreier – Stationen und Begegnungen. In: Matthias Herrmann (Hrsg.): Begegnungen mit Peter Schreier. Sax, Beucha/Markkleeberg 2020. S. 36–40.